# ائتلاف المدارس الأساسية
ائتلاف المدارس الأساسية (CES) هي منظمة أُنشئت لتعزيز نوع من إصلاح المدارس الشامل الذي ابتكره المؤسس تيد سيزر في كتابه تسوية هوراس. بدأ ائتلاف المدارس الأساسية في عام 1984 باثنتي عشرة مدرسة ووصل حاليا إلى 600 مدرسة كأعضاء رسميين . من خلال التدريب على ثقافات التحسين المستمر ومجتمعات التعلم المهني القوية التي تركز على تحقيق الطلاب، يعمل مركز التعليم المتكامل مع المعلمين لدعم وتعزيز التعليم المبتكر والفعال. تعمل إدارة التعليم العام مع الدوائر المدرسية والكيانات الأخرى من أجل صياغة شروط السياسة العامة التي تدعم وتعزز المدارس التي تتسم بالطابع الشخصي، والديمقراطية والمساواة، والحيوية الفكرية والتميز، والخريجين الذين يحققون النجاح في جميع جوانب حياتهم: التعليم، والمهنية، والمدنية

## المبادئ العامة
تأسس الائتلاف بناءً على تسعة «مبادئ عامة» كان الهدف منها جمع وتنظيم رؤى سيزر التي وردت في كتاب تسوية هوارس وأفكار ومعتقدات الآخرين وهيكلتها في المنظمة. وهذه المبادئ الأساسية هي:
1. تعلم استغلال عقل المرء بشكل جيد
2. العبرة بالقيمة وليس الكم والعمق أهم من مجرد التغطية
3. الأهداف تنطبق على جميع الطلاب
4. إضفاء الطابع الشخصي
5. الطالب كالعامل والمعلم كالمدرب
6. إثبات الإتقان
7. تناغم الأخلاق والثقة
8. التزام المدرسة بأكملها
9. الموارد المخصصة للتعليم والتعلم
10. الديموقراطية والمساواة (أُضيف هذا المبدأ مؤخرًا في منتصف تسعينيات القرن العشرين)

## التنظيم
كان ائتلاف المدارس الأساسية يُدار أساسًا بشكل مركزي من جامعة براون وتقتصر أنشطته على مدارس الساحل الشرقي. أنشأت المنظمة لاحقًا «مراكز» إقليمية لتنسيق إصلاحات أسلوب ائتلاف المدارس الأساسية وتدريب المعلمين والمديرين على التغيير المدرسي وتقييم المدارس لإدراجها كأعضاء في الائتلاف. وفي النهاية تحولت المنظمة الوطنية إلى مجرد هيئة تنسيقية لها تفاعل مباشر قليل نسبيا مع المدارس ويقتصر دورها على التنسيق بين المراكز والعمل كواجهة عامة وطنية للمنظمة وتنظيم المؤتمر السنوي لائتلاف المدارس الأساسية المسمى منتدى الخريف. منذ عام 1997 اتخذت المنظمة من مدينة أوكلاند، كاليفورنيا مقرًا لها.
وبدعم من منحة مقدمة من مؤسسة بيل وميليندا غيتس، شارك ائتلاف المدارس الأساسية في مبادرة تمتد خمس سنوات لتأسيس عشر مدارس ثانوية جديدة ضمن ائتلاف المدارس الأساسية وإنشاء شبكة تضم 22 من معلمي المدارس الثانوية في ائتلاف المدارس الأساسية ليشتركوا بشكل فعال في المساعدة في دعم إنشاء مدارس صغيرة جديدة وتحويل مدرستين ثانويتين كبيرتين إلى عدة مدارس صغيرة جديدة ضمن ائتلاف المدارس الأساسية وتوثيق مبادئ ائتلاف المدارس الأساسية ومنهج التوجيه من خلال موارد على الإنترنت و«دليل مدارس المعلم،» وشبكة المراكز الخاصة بها.;

## قائمة بأعضاء ائتلاف المدارس الأساسية
هذا جزء من قائمة تضم ما يزيد عن 600 مدرسة من أعضاء ائتلاف المدارس الأساسية:
- مدرسة ألاباما للفنون الجميلة، برمنغهام، ألاباما
- مدرسة بيفير كنتري داي (Beaver Country Day)، تشيستنت هيل، ماساتشوستس
- مدرسة برايمر آند مايو (Brimmer and May)، تشيستنت هل، ماساتشوستس
- مدرسة بوشويك للعدالة الاجتماعية، نيويورك، نيويورك
- مدرسة كريفيلد، فيلادلفيا، بنسيلفانيا
- مدرسة أيجل روك ومركز التطوير المهني، إستيس بارك، كولورادو
- مدرسة الميثاق الأساسية فرانسيس دبليو باركر (Francis W. Parker Charter Essential School)، ديفينز، ماساتشوستس
- مدرسة جايلر، ميدلبري، فيرمونت
- أكاديمية جيلمور، جيتس ميلز أوهايو
- مدرسة جرين فيلد سنتر، جرين فيلد ماساتشوستس
- مدرسة الميثاق جرينفيل الثانوية الفنية (Greenville Technical Charter)، جرينفيل، جنوب كاليفورنيا
- مدرسة هارموني، بلومنغتن، إنديانا
- معهد التعليم التعاوني، نيويورك، نيويورك
- [[المدرسة الدولية للأمريكتين، سان أنطونيو، تكساس
- مدرسة ليمان الترنيتف المجتمعية، إثاكا، نيويورك
- المدرسة الثانوية للقيادة، سان فرانسيسكو، كاليفورنيا
- أكاديمية ليف ليرنينج، سان فرانسيسكو، كاليفورنيا
- مدرسة مارلبورو، مارلبورو، فيرمونت
- مدرسة ميلكان الثانوية المجتمعية، لوس أنجلوس، كاليفورنيا
- مدرسة ذا ميت، بروفيدنس، رود آيلاند
- مدرسة ناثان هال الثانوية، سياتل، واشنطن
- مدرسة نوبل الثانوية، نورث بيرويك، مين
- مدارس أوليمبك المجتمعية، تشارلوت، كارولينا الشمالية
- مدرسة بلدية بيسكاتواي الثانوية، بلدية بيسكاتواي، نيوجيرسي
- مدرسة كويست الثانوية، هامبل، تكساس
- معهد رايت كويستشن، كامبريدج، ماساتشوستس
- مدرسة ريفريردال الثانوية، بورت لاند، أوريغون
- مدرسة سان فرانسيسكو المجتمعية، سان فرانسيسكو، كاليفورنيا
- مدرسة المستقبل، نيويورك، نيويورك
- مدرسة وان، بروفيدنس، رود آيلاند
- مدرسة سوهاجين الثانوية، أمهيرست، نيوهامبشاير
- مدرسة توماس جفرسون الثانوية، أوبورن، واشنطن
- مدرسة فانجارد الثانوية، نيويورك، نيويورك
- مدرسة القرية (جريت نيك، نيويورك)
- مدرسة واتينكسون، هارتفورد، كونيتيكت
- مدرسة وايلدوود، لوس أنجلوس، كاليفورنيا

## وصلات خارجية
- CES official website
- The Bay Area Coalition for Equitable Schools, one of CES's flagship Centers
- Ohio Center for Essential School Reform
- The San Francisco Coalition of Essential Small Schools
- Antioch Center For School Renewal/ Antioch University New England